# نيكيتاراس
نيكيتاراس (باليونانية: Νικήτας Σταματελόπουλος)‏(باليونانية:Νικηταράς)،(ولد في 1785، توفي في 1849)، والملقب بملتهم الأتراك، هو قائد يوناني، وابن شقيق أحد أشهر قادة اليونان في تلك الفترة ثيودوروس كولوكوترونيس، خاض عدة حروب ضد العثمانيين، ونال شهرة واسعة بعد خوضه معركة درفناكيا التي  أوقع  فيها بمحمود باشا الدراملي في كمينٍ مستخدما سياسة الأرض المحروقة، حيث قام بقطع وحرق أشجار ديرفيناكيا، ومن ثم دخل في حرب عصابات أباد فيها آلاف الجنود العثمانيين.